# Max Rendina
Max (Massimiliano) Rendina (Roma, 25 febbraio 1975) è un pilota di rally italiano, campione del mondo produzione 2014 e campione italiano rally Produzione (CIR Produzione 2012).

## Biografia
Sposato, con quattro figli, è laureato in Scienze Bancarie e Assicurative. È imprenditore, direttore tecnico, pilota collaudatore professionista e figura di riferimento nel panorama del motorsport italiano e internazionale.
Nel 1998 diventa pilota in una scuderia dilettantistica del litorale romano, al volante della Renault Clio intitolata Frank Williams.
Dopo un'esperienza triennale, passa alla Prorace Rally, alla guida di una vettura Renault più impegnativa, la versione RS, dove si conferma uno dei protagonisti del panorama italiano rally, aggiudicandosi diverse gare.
Nel 2003 fonda, con la collaborazione del Team Mitsubishi e ricoprendo il ruolo di direttore sportivo, una delle prime strutture italiane nel mondo dei rally: la scuderia Rally Project portandola ai vertici delle classifiche.
Nel 2007 diventa pilota professionista, con l'obbiettivo di ottenere già nel 2009 risultati a livello nazionale vincendo I.r.c produzione.
Nel 2010 si aggiudica la Castrol Evolution Cup già dal Rally di Maremma, dove non lasciò scampo ai suoi diretti concorrenti e superando anche delle S2000.

Nel 2012 l'accoppiata vincente Mitsubishi - Rendina gli consente di vincere il titolo di Campione Italiano Produzione 2012.
Nel 2013 fonda e organizza il Rally di Roma Capitale, gara internazionale valida per il Campionato Europeo Rally (FIA ERC), che diventa in breve tempo una delle manifestazioni più rilevanti del panorama rallistico europeo, con forte attenzione alla promozione del territorio, alla sicurezza e alla sostenibilità.
Nel 2014 partecipa al campionato del Mondo Rally, nella sezione WRC2 con il team Ralliart Italy, diventando Campione del Mondo Produzione 2014 (WRC2)..
A gennaio 2015 viene insignito con il "Volante d'Argento" dell'Automobile Club d'Italia, sempre per i meriti conquistati sul campo nel mondiale rally.
Nel 2015 viene insignito dal CONI della Medaglia d'oro al valore Atletico CONI.
Sempre nel 2015 chiude il Campionato del Mondo Rally Produzione al 3º posto.
Nel 2018 chiamato a presiedere la commissione sportiva creata dal presidente dell'ACI Roma Giuseppina Fusco che sovrintenderà tutti gli eventi sportivi-motoristici nel Lazio.
Nel 2020 lancia il Rally del Lazio, una nuova gara inserita nel calendario sportivo nazionale, finalizzata alla valorizzazione del territorio laziale attraverso il motorsport e la promozione turistica.
Febbraio 2023, la presidente dell'Automobile Club di Roma, d'accordo con i restanti presidenti del Lazio, ha nominato Max Rendina Presidente della Commissione Sportiva Regionale del Lazio a seguito degli impegni presi negli ultimi anni per il settore del motorsport, i quali hanno incentivato l'interesse e perfino i tesserati, il primo di questi impegni è proprio il Rally di Roma Capitale. 
Sempre nel 2023 fonda la Fondazione Italiana per lo Sport, la Cultura e la Disabilità, con l’obiettivo di promuovere l’inclusione sociale attraverso lo sport e la cultura. La fondazione realizza progetti concreti su tutto il territorio nazionale, in collaborazione con enti istituzionali, federazioni e associazioni.
Il 28 marzo 2025 viene insignito del Leone d’Oro al Merito, nell’ambito del Gran Premio Internazionale di Venezia, per i suoi meriti sportivi e il contributo al mondo del motorsport.

## Risultati nel mondiale rally

### WRC
| 2003 | Scuderia | Vettura         |  |  |  |  |  |  |  |  |  |  |    |  |  |  |  |  | Punti | Pos. |
| ---- | -------- | --------------- |  |  |  |  |  |  |  |  |  |  | -- |  |  |  |  |  | ----- | ---- |
| 2003 |          | Renault Clio RS |  |  |  |  |  |  |  |  |  |  | 34 |  |  |  |  |  | 0     |      |

| 2014 | Scuderia                                  | Vettura                 |    |  |    |    |    |    |    |     |  |    |  |  |  |  |  |  | Punti | Pos. |
| ---- | ----------------------------------------- | ----------------------- | -- |  | -- | -- | -- | -- | -- | --- |  | -- |  |  |  |  |  |  | ----- | ---- |
| 2014 | www.rallyproject.com SRL e Bas Motorsport | Mitsubishi Lancer Evo X | 26 |  | 14 | 28 | 23 | 26 | 28 | Rit |  | 23 |  |  |  |  |  |  | 0     |      |

| 2015 | Scuderia                                                    | Vettura                 |  |    |    |  |     |  |    |    |    |  |    |  |    |  |  |  | Punti | Pos. |
| ---- | ----------------------------------------------------------- | ----------------------- |  | -- | -- |  | --- |  | -- | -- | -- |  | -- |  | -- |  |  |  | ----- | ---- |
| 2015 | Motorsport Italia, www.rallyproject.com SRL e Rally Project | Mitsubishi Lancer Evo X |  | 35 | 14 |  | Rit |  | 37 | 30 | 43 |  | 31 |  | 25 |  |  |  | 0     |      |

| 2016 | Scuderia          | Vettura                         |  |     |    |  |  |  |  |  |     |  |  |  |  |  |  |  | Punti | Pos. |
| ---- | ----------------- | ------------------------------- |  | --- | -- |  |  |  |  |  | --- |  |  |  |  |  |  |  | ----- | ---- |
| 2016 | Motorsport Italia | Ford Fiesta R5 e Škoda Fabia R5 |  | Rit | 12 |  |  |  |  |  | Rit |  |  |  |  |  |  |  | 0     |      |

| Legenda | 1º posto | 2º posto | 3º posto | A punti | Senza punti | Ritirato | Squalificato | NP=Non partito C=Gara cancellata | Apice=Power stage |

### WRC-2
| 2014 | Scuderia                                  | Vettura                 |   |  |   |    |    |    |   |     |  |   |  |  |  |  |  |  | Punti | Pos. |
| ---- | ----------------------------------------- | ----------------------- | - |  | - | -- | -- | -- | - | --- |  | - |  |  |  |  |  |  | ----- | ---- |
| 2014 | www.rallyproject.com SRL e Bas Motorsport | Mitsubishi Lancer Evo X | 5 |  | 3 | 13 | 13 | 12 | 8 | Rit |  | 6 |  |  |  |  |  |  | 37    | 13º  |

| 2015 | Scuderia                                                    | Vettura                 |  |    |   |  |     |  |    |   |    |  |    |  |    |  |  |  | Punti | Pos. |
| ---- | ----------------------------------------------------------- | ----------------------- |  | -- | - |  | --- |  | -- | - | -- |  | -- |  | -- |  |  |  | ----- | ---- |
| 2015 | Motorsport Italia, www.rallyproject.com SRL e Rally Project | Mitsubishi Lancer Evo X |  | 14 | 6 |  | Rit |  | 15 | 7 | 14 |  | 10 |  | 10 |  |  |  | 15    | 25º  |

| 2016 | Scuderia          | Vettura                         |  |     |   |  |  |  |  |  |     |  |  |  |  |  |  |  | Punti | Pos. |
| ---- | ----------------- | ------------------------------- |  | --- | - |  |  |  |  |  | --- |  |  |  |  |  |  |  | ----- | ---- |
| 2016 | Motorsport Italia | Ford Fiesta R5 e Škoda Fabia R5 |  | Rit | 3 |  |  |  |  |  | Rit |  |  |  |  |  |  |  | 15    | 21º  |

| Legenda | 1º posto | 2º posto | 3º posto | A punti | Senza punti | Ritirato | Squalificato | NP=Non partito C=Gara cancellata | Apice=Power stage |

## Palmarès

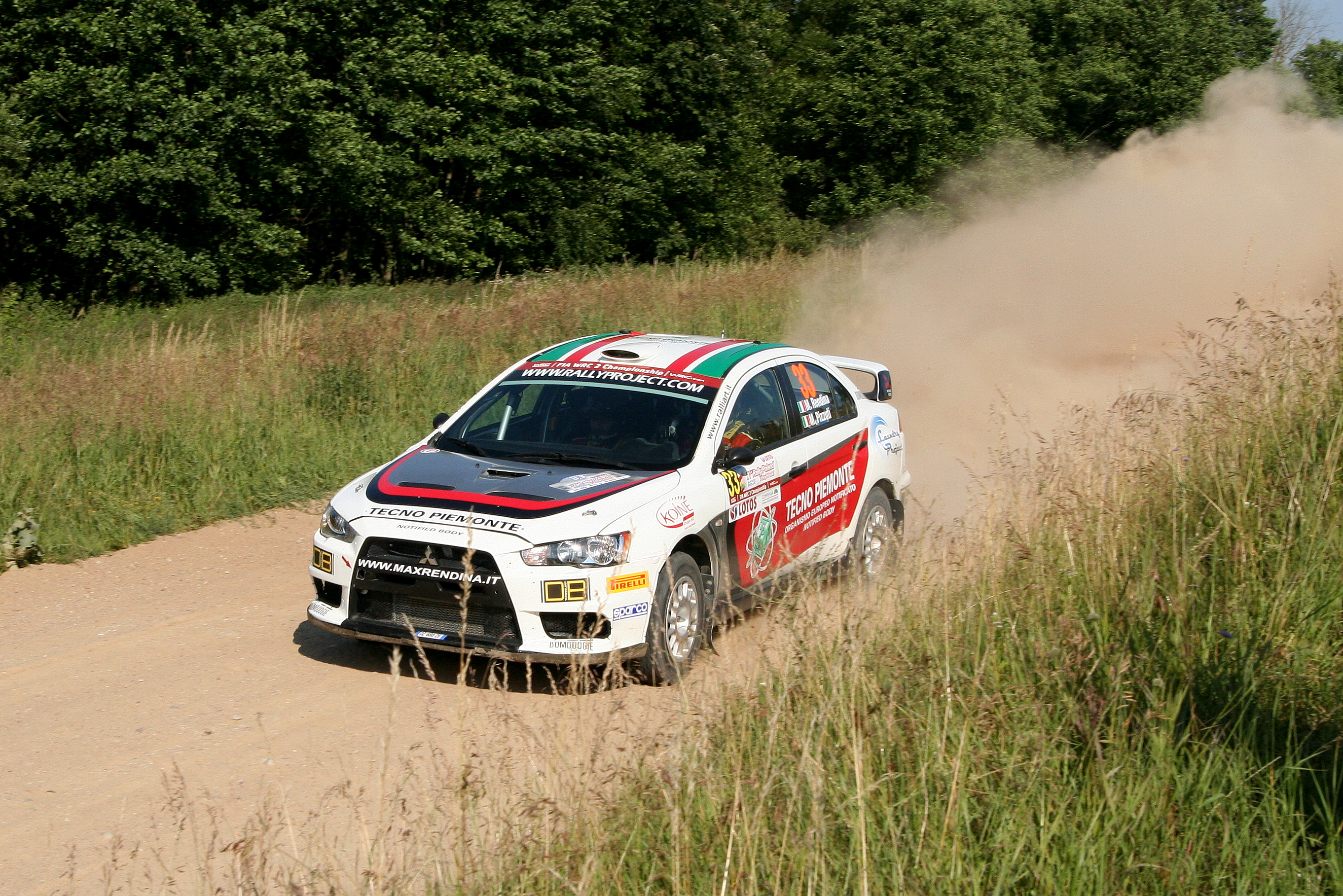
Max Rendina al Rajdu Polski 2014

- Campione del Mondo Produzione WRC2 2014
- CIR Produzione 2012
- 2 Coppe Italia N3
- 4 Coppe Italia N4
- 1 Trofeo Mitsubishi Castrol Evolution Cup[10]
- 1 Campionato Italiano IRC Produzione[11]